# Chevrolet Opala
 (juin 2023).
La mise en forme du texte ne suit pas les recommandations de Wikipédia : il faut le « wikifier ».
Les points d'amélioration suivants sont les cas les plus fréquents. Le détail des points à revoir est peut-être précisé sur la page de discussion.
- Les titres sont pré-formatés par le logiciel. Ils ne sont ni en capitales, ni en gras.
- Le texte ne doit pas être écrit en capitales (les noms de famille non plus), ni en gras, ni en italique, ni en « petit »…
- Le gras n'est utilisé que pour surligner le titre de l'article dans l'introduction, une seule fois.
- L'italique est rarement utilisé : mots en langue étrangère, titres d'œuvres, noms de bateaux, etc.
- Les citations ne sont pas en italique mais en corps de texte normal. Elles sont entourées par des guillemets français : « et ».
- Les listes à puces sont à éviter, des paragraphes rédigés étant largement préférés. Les tableaux sont à réserver à la présentation de données structurées (résultats, etc.).
- Les appels de note de bas de page (petits chiffres en exposant, introduits par l'outil «  Source ») sont à placer entre la fin de phrase et le point final[comme ça].
- Les liens internes (vers d'autres articles de Wikipédia) sont à choisir avec parcimonie. Créez des liens vers des articles approfondissant le sujet. Les termes génériques sans rapport avec le sujet sont à éviter, ainsi que les répétitions de liens vers un même terme.
- Les liens externes sont à placer uniquement dans une section « Liens externes », à la fin de l'article. Ces liens sont à choisir avec parcimonie suivant les règles définies. Si un lien sert de source à l'article, son insertion dans le texte est à faire par les notes de bas de page.
- La présentation des références doit suivre les conventions bibliographiques. Il est recommandé d'utiliser les modèles {{Ouvrage}}, {{Chapitre}}, {{Article}}, {{Lien web}} et/ou {{Bibliographie}}. Le mode d'édition visuel peut mettre en forme automatiquement les références.
- Insérer une infobox (cadre d'informations à droite) n'est pas obligatoire pour parachever la mise en page.

Pour une aide détaillée, merci de consulter Aide:Wikification.
Si vous pensez que ces points ont été résolus, vous pouvez retirer ce bandeau et améliorer la mise en forme d'un autre article.
La Chevrolet Opala est une voiture brésilienne vendue en Amérique du Sud de 1969 à 1992 par General Motors do Brasil. Elle dérivée des Opel Rekord Séries C et Opel Commodore Series A allemandes et bénéficie d'un design conçu localement.  
Dotée de moteurs provenant d'Amérique du Nord, la Chevrolet Opala correspond au  segment E utilisé en Europe pour distinguer différents types de véhicules. General Motors (GM) en a produit environ un million d'unités, dont l'Opala berline, l'Opala Coupé et la variante break, l'Opala Caravan. Une version de luxe de l'Opala est également commercialisée sous le nom de Chevrolet Diplomata.
Première voiture de tourisme construite par GM au Brésil, elle est remplacée par la Chevrolet Omega en 1992, également conçue chez Opel et qui reprend son moteur longue course de 4,1 L. Certains composants et châssis des Opala sont utilisés pour d'autres voitures brésiliennes telles que la Santa Matilde, la Puma GTB et la Fera XK (une réplique de la Jaguar XK).

## Génèse
Fondée en janvier 1925, General Motors do Brasil (GMB) assemble initialement, puis fabrique des camions légers et utilitaires jusqu'au milieu des années 1960, avant  de produire sa première voiture de tourisme. 
Les choix d'adaptation locale varient alors entre des voitures de style américain traditionnel, grandes et plus chères et que GM vendait déjà aux États-Unis (comme l'Impala), et des modèles plus légers et plus économiques de la filiale allemande Opel (comme les Kadett, Olympia, Rekord et Commodore), ces derniers étant déjà importés au Brésil en petites quantités. Après avoir hésité entre la petite Kadett et la ligne Rekord/Commodore un peu plus grande, GMB opte pour cette seconde option, la Kadett étant ultérieurement introduite au Brésil. 
Le 23 novembre 1966, lors d'une conférence de presse au Club Atlético Paulistano de São Paulo, GM annonce publiquement le "Projet 676", qui va devenir la Chevrolet Opala. Dérivée des Opel Rekord et Commodore, elle bénéficie d'un design conçu localement[réf. nécessaire].

## Origine du nom
Le nom Opala peut provenir de l'opale, une pierre précieuse incolore lorsqu'elle est extraite du sol, mais qui acquiert plusieurs tons lorsqu'elle est exposée à la lumière. Certains commentateurs avancent qu'il s'agit d'un mot-valise associant la marque Opel, et la Chevrolet Impala. En effet, l'Opala dérive de l'Opel Rekord, et certains de ses moteurs (les six cylindres en ligne de 3,8 L, et plus tard, 4,1 L) ont également été utilisés pour la Chevrolet Impala nord-américaine. GM affirme que telle n'était pas son intention, car le nom Opala - l'un des six finalistes parmi des milliers de suggestions - a été choisi par un journaliste. Son acceptation rapide auprès du grand public a conduit à la validation de ce nom.

## Lancement et premières versions
À l'ouverture du sixième Salon de l'auto de São Paulo, le 23 novembre 1968, l'Opala apparaît sur une scène tournante sur un stand de 1 499 m2. Plusieurs événements sont organisés à l'occasion, dont une apparition de Stirling Moss. Un modèle différent de l'Opala est présenté toutes les demi-heures.

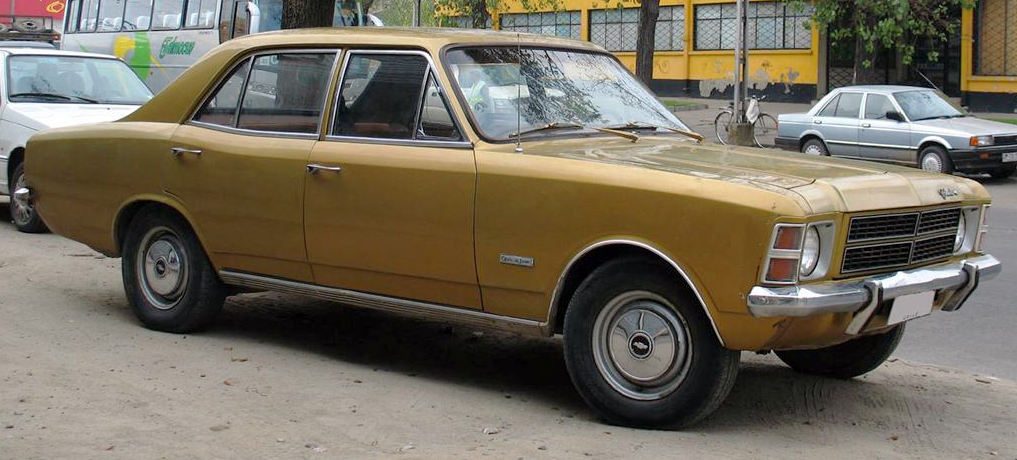
1978 Chevrolet Opala DeLuxe berline

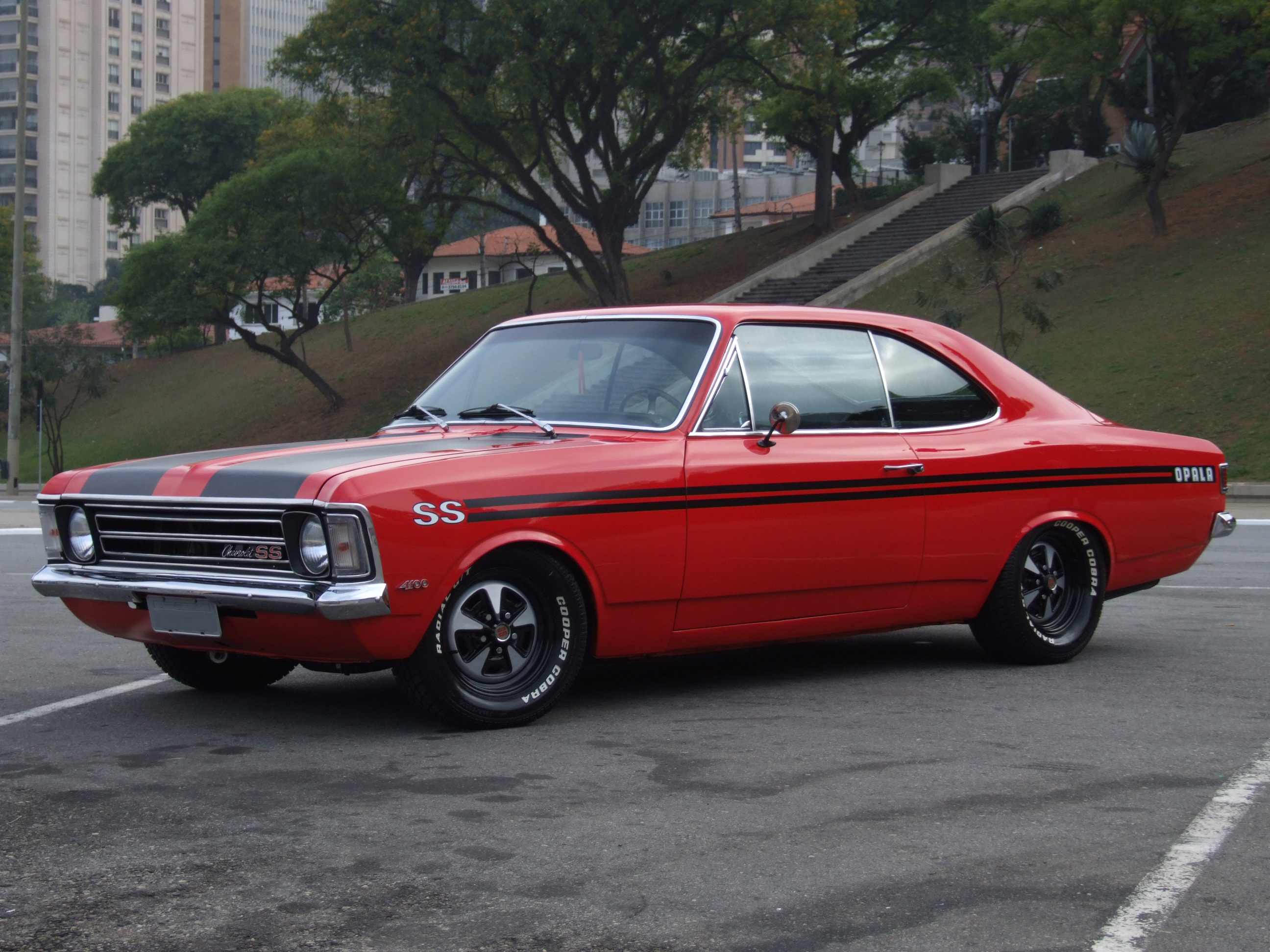
Chevrolet Opala SS 1974

Le premier modèle est la berline à quatre portes dans les versions "Especial" (Spécial) et "Luxo" (Luxe). Elle propose des lignes incurvées du pare-brise à l'aile arrière, dans un style dit "bouteille de Coca", déjà utilisé à l'époque sur la sportive Chevrolet Camaro de 1967, la Pontiac Firebird et la Chevrolet Corvette de 1968. Mais on retrouve également des éléments stylistiques du coupé fastback Impala de 1965, à la vocation davantage familiale. 
Un coupé à toit rigide est également proposé avec une silhouette ressemblant aux Camaro et Firebird de première génération. Les phares ronds (et non pas carrés, comme dans les Opel Rekord et Commodore), la calandre en forme d'œuf, les éléments de style empruntés à la Chevy II Nova de 1968 et les lampes installées sous le pare-chocs avant différencient  l'Opala de sa sœur européenne Opel. À l'arrière, une bande chromée mentionnant la marque Chevrolet en noir apparaît sur le modèle de haut de gamme appelé "Luxo". De petits feux arrière rectangulaires (similaires à ceux de la Chevelle américaine de 1967) sont installés à l'extrémité du porte-à-faux arrière, et de petits feux de recul dans le pare-chocs arrière, juste en dessous du bouchon du réservoir de carburant. Un badge "Opala" (orthographié dans une police similaire à l'insigne de la Chevrolet Impala américaine) figure sur les ailes arrière, et les badges indiquant la cylindrée du moteur en centimètres cubes (2500 ou 3800, plus tard 4100) sont placés à côté des portes d'entrée. Des enjoliveurs chromés garnissent les roues dotées de pneus à flancs blancs.

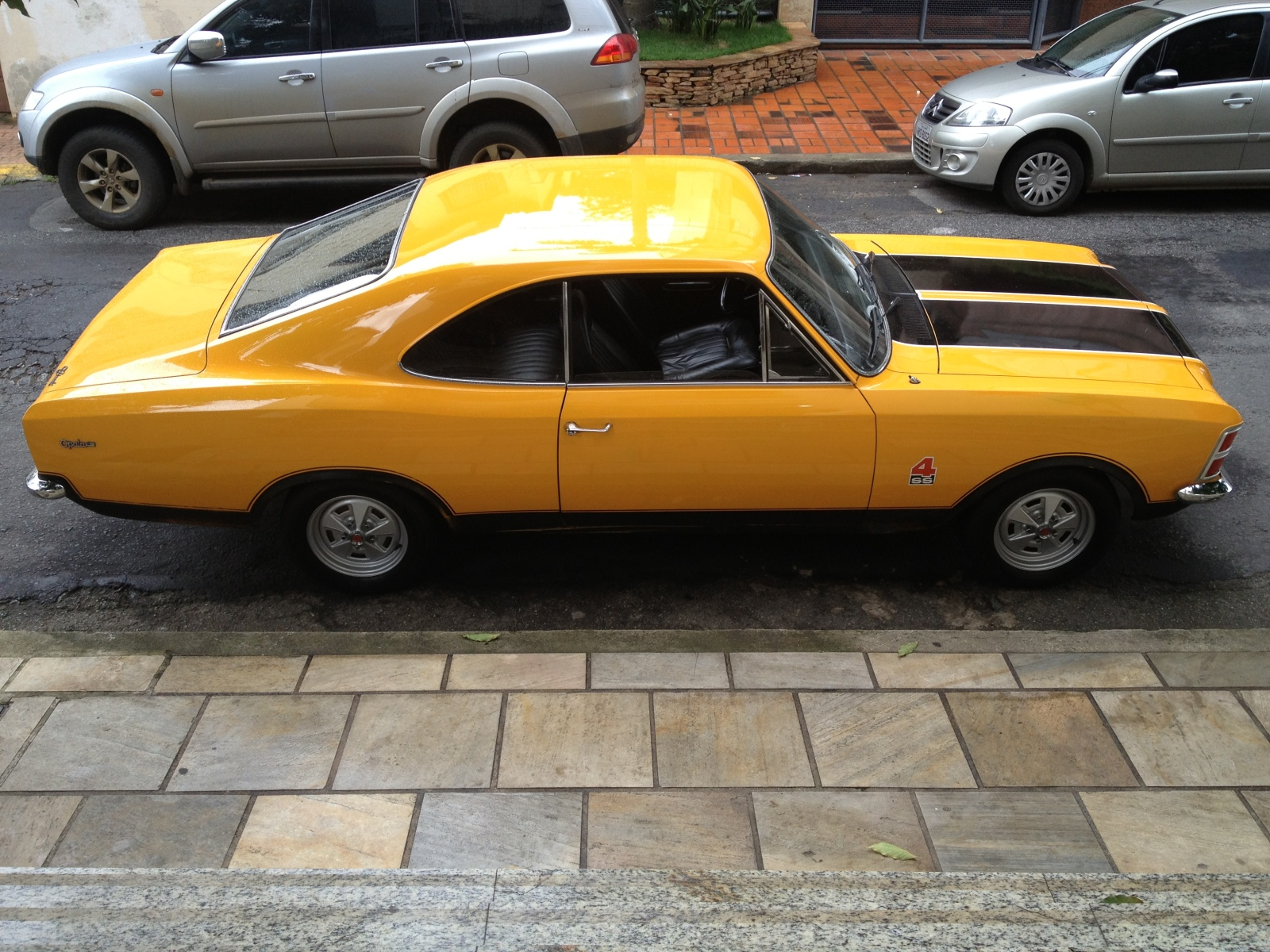
Chevrolet Opala SS 1976

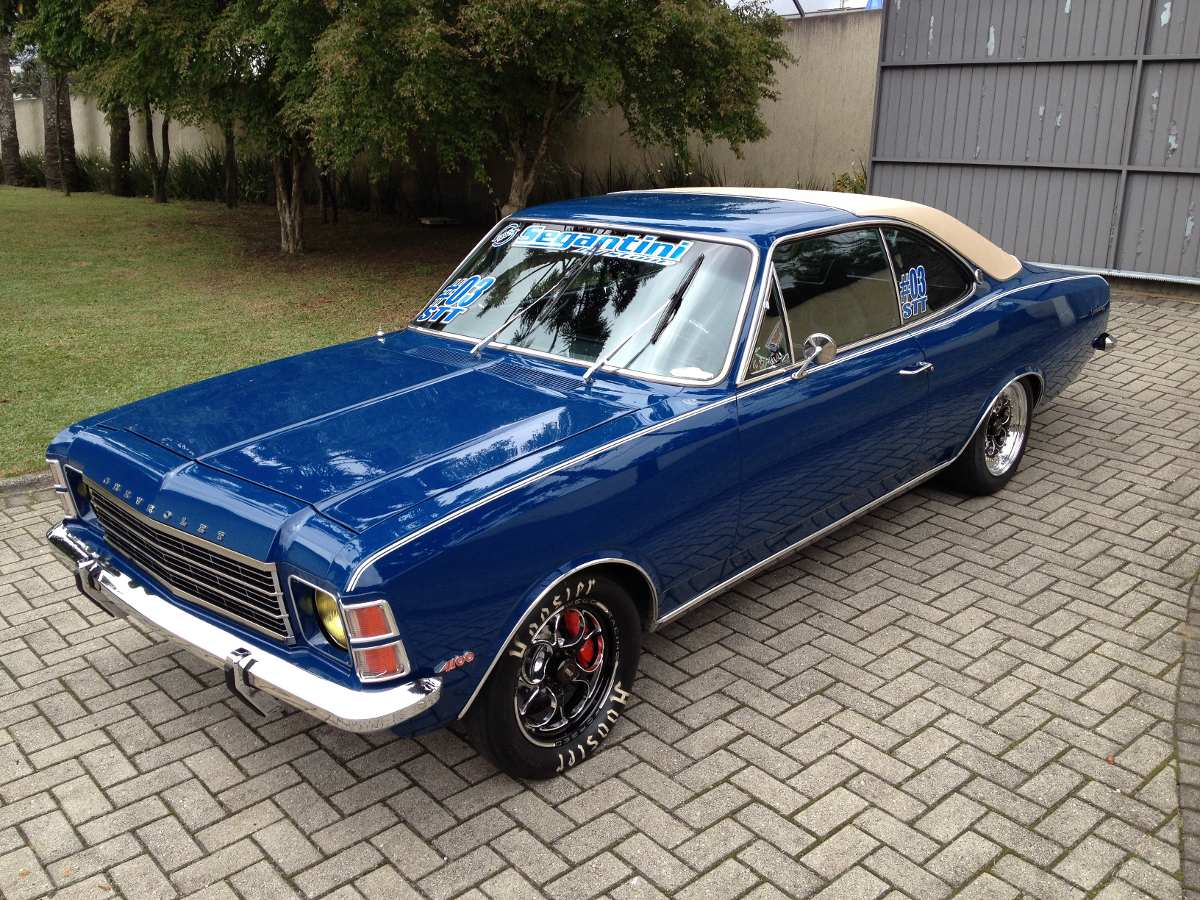
Chevrolet Opala Comodoro 1978

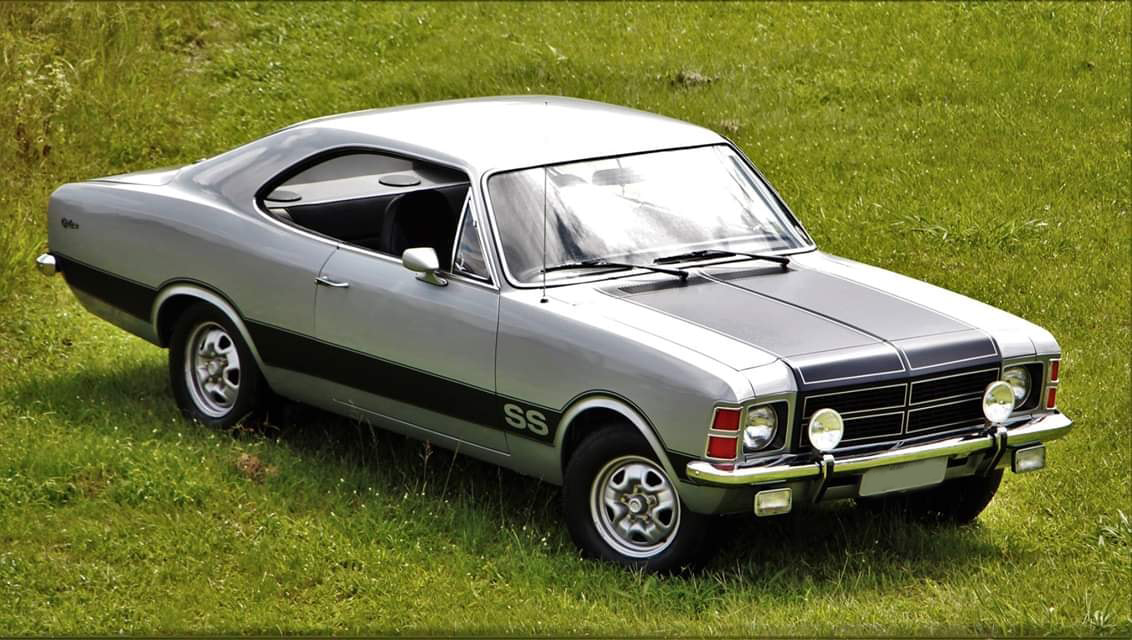
Chevrolet Opala SS 1978

Les deux versions sont équipées en série de banquettes avant (les sièges baquets seront introduits ultérieurement) et d'un levier de vitesses monté sur colonne. Les feux de recul, le verrouillage du réservoir de carburant et la bande chromée de la jupe arrière ne sont disponibles que sur la version "Luxo". 

## Développement ultérieur

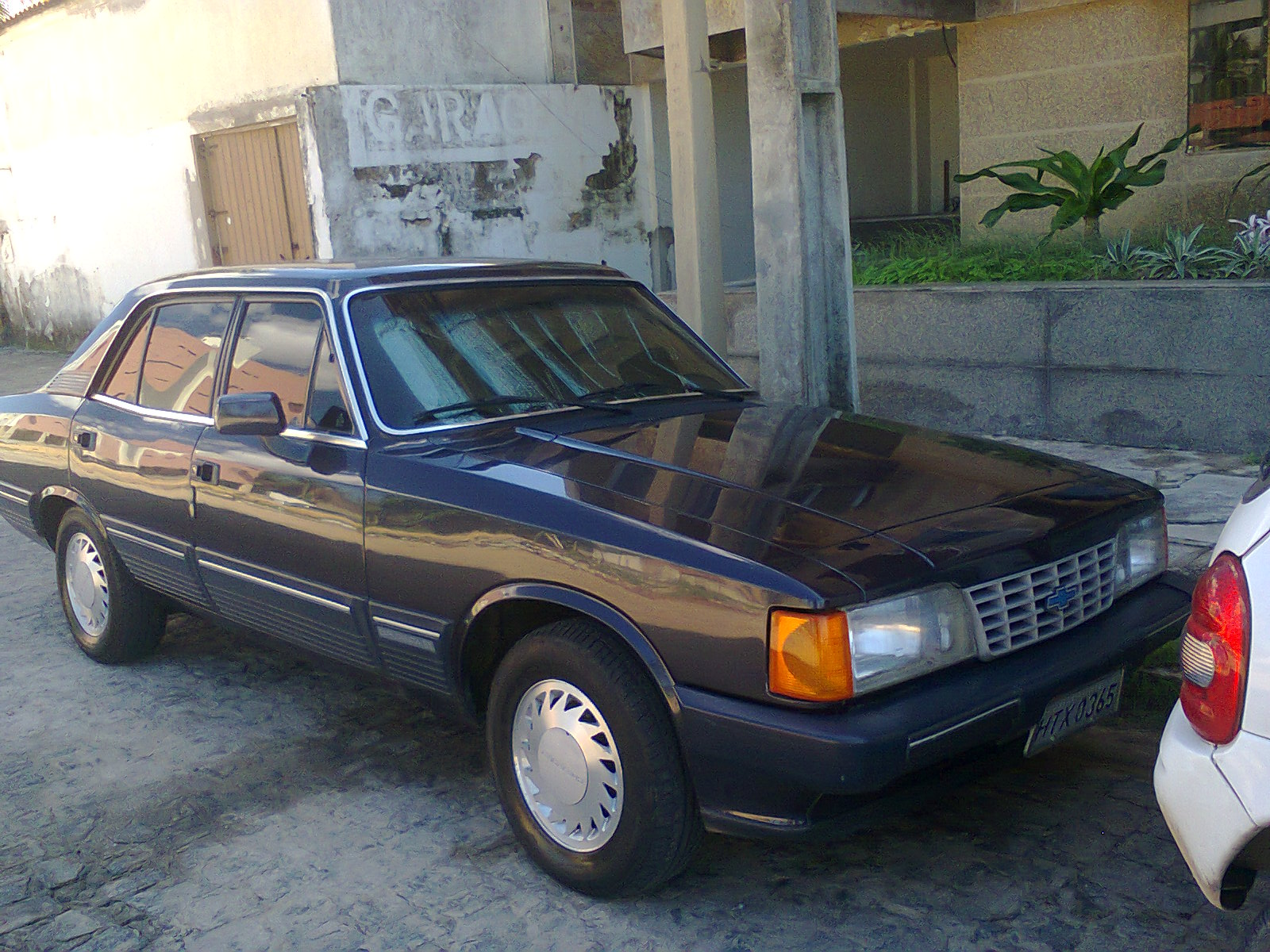
1990 Chevrolet Diplomata 4.1 SE

À l'automne 1970, une version plus luxueuse a été ajoutée appelée Comodoro, reflétant l'Opel Commodore d'Europe. Le Comodoro-4 a reçu une version un peu plus puissante du moteur quatre cylindres de 2,5 litres dans certaines années-modèles, avec 88 PS (65 kW; 87 ch) plutôt que 80 PS (59 kW; 79 ch). Le même moteur a été utilisé dans l'Opala SS-4. Encore plus luxueuse était la Diplomata, sorti en novembre 1979.
Sous le capot, qui pivotait vers l'avant, dans le style européen, l'Opala ne proposait à l'origine que deux choix de moteurs: un quatre cylindres de 153 pouces cubes (2512 cm3) et un moteur six cylindres en ligne de 230 pouces cubes (3768 cm3). Ces moteurs étaient de conception traditionnelle pour l'époque, avec un bloc-cylindres et une culasse en fonte, et des soupapes en tête, actionnés par des tiges de poussée et un arbre à cames montés dans le bloc, et des culbuteurs en acier pressé, dont le pivot sphérique était la conception exclusive de GM. Le carburant était alimenté par des carburateurs à simple ou double corps. Les moteurs étaient déjà utilisés depuis des années aux États-Unis: le 153 quatre cylibdres en ligne avait fait ses débuts dans la Chevy II de 1962 - devenant le premier quatre cylindres en ligne sur une Chevrolet depuis 1928 - et le 230 six cylindres en ligne est apparue dans l'Impala de 1963. Le six cylindres de 3,8 L a été remplacé par une version plus grande (4093 cm3) en 1971. En 1973, les ingénieurs de GM do Brasil ont réduit la course du moteur à quatre cylindres à 3 pouces et augmenté la longueur des bielles à 6 pouces pour réduire les vibrations, et ont simultanément augmenté les alésages à 4 pouces de diamètre pour maintenir la cylindrée globale (2471 cm3) similaire à ce qu'il avait été. (L'alésage et la course de ce moteur brésilien sont exactement les mêmes que le moteur Iron Duke plus tard conçu et construit par Pontiac, mais les deux moteurs sont par ailleurs indépendants et ne partagent aucune pièce).

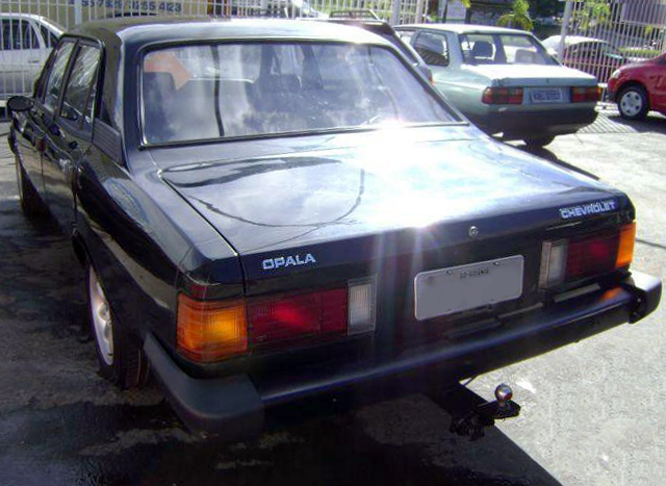
Opala 4 portes restylée, vue arrière

Le vilebrequin du moteur à six cylindres avait sept roulements principaux (il y avait cinq roulements principaux dans les quatre cylindres) et la taille généreuse (sinon redondante) de ses pièces mobiles internes attribuée à sa durabilité et à sa douceur exceptionnelle. Les poussoirs hydrauliques de soupape sont faciles à entretenir. La plus grande limitation du six cylindres en ligne au fil des ans était une mauvaise distribution du mélange air-carburant dans les cylindres en raison d'une conception sous-optimale du collecteur d'admission. Les cylindres un et six (aux extrémités du moteur) ont reçu le rapport le plus bas, avec un pourcentage d'air plus élevé dans le mélange, tandis que les centraux avaient tendance à obtenir un mélange plus riche, déséquilibrant l'efficacité stoechiométrique du moteur. Fondamentalement, afin de garantir que les cylindres extérieurs reçoivent un rapport air/carburant suffisamment élevé pour éviter la détonation, le carburateur devait être réglé pour fonctionner trop riche, ce qui gaspillait du carburant)[réf. nécessaire]. Ce défaut de conception pouvait facilement être résolu en installant un collecteur d'admission de course qui arborait deux ou trois carburateurs à deux cylindres, comme dans les stock cars. Ce n'est qu'en 1994, avec l'arrivée de l'injection multipoint dans l'Omega, que ce problème a finalement été résolu.
La performance de l'Opala 3,8 L était en fait assez agréable; avec une vitesse de pointe de 181 km/h et une accélération de 0 à 97 km/h en environ 11 secondes, c'était la voiture brésilienne la plus rapide de son temps[réf. nécessaire], perdant ce titre l'année suivante face à la Dodge Dart dont le V8 318 avait plus de puissance et de couple. Les quatre cylindres de 2,5 L n'offraient pas autant de vigueur, mais avaient suffisamment de couple pour une utilisation quotidienne. Le principal problème avec les moteurs à quatre cylindres était leur rugosité - si rude que les employés de GM de l'époque appelaient le moteur "la petite Toyota", en allusion au moteur diesel installé dans la Toyota Bandeirante de construction locale[réf. nécessaire].
L'Especial et la Luxo avaient une boîte de vitesses manuelle, une traction arrière, une suspension indépendante avant et un essieu arrière direct, tous deux avec ressorts hélicoïdaux. À l'avant, les composants de la suspension étaient ancrés d'un côté, fixés dans le monocoque avec des vis, plus tard connues sous le nom de faux-châssis. Les pneus ont été les premiers pneus sans chambre à air utilisés sur une voiture fabriquée au Brésil. Elle avait un ressort d'embrayage diaphragmatique (ou "chapeau chinois"), qui devenait populaire dans le monde entier. L'Opala SS, à l'origine uniquement disponible avec le moteur "250", a été la première version à recevoir une boîte manuelle à quatre vitesses. Cela a été couplé avec un tachymètre et des rayures de peinture noire mate.
Moteurs[citation nécessaire]:

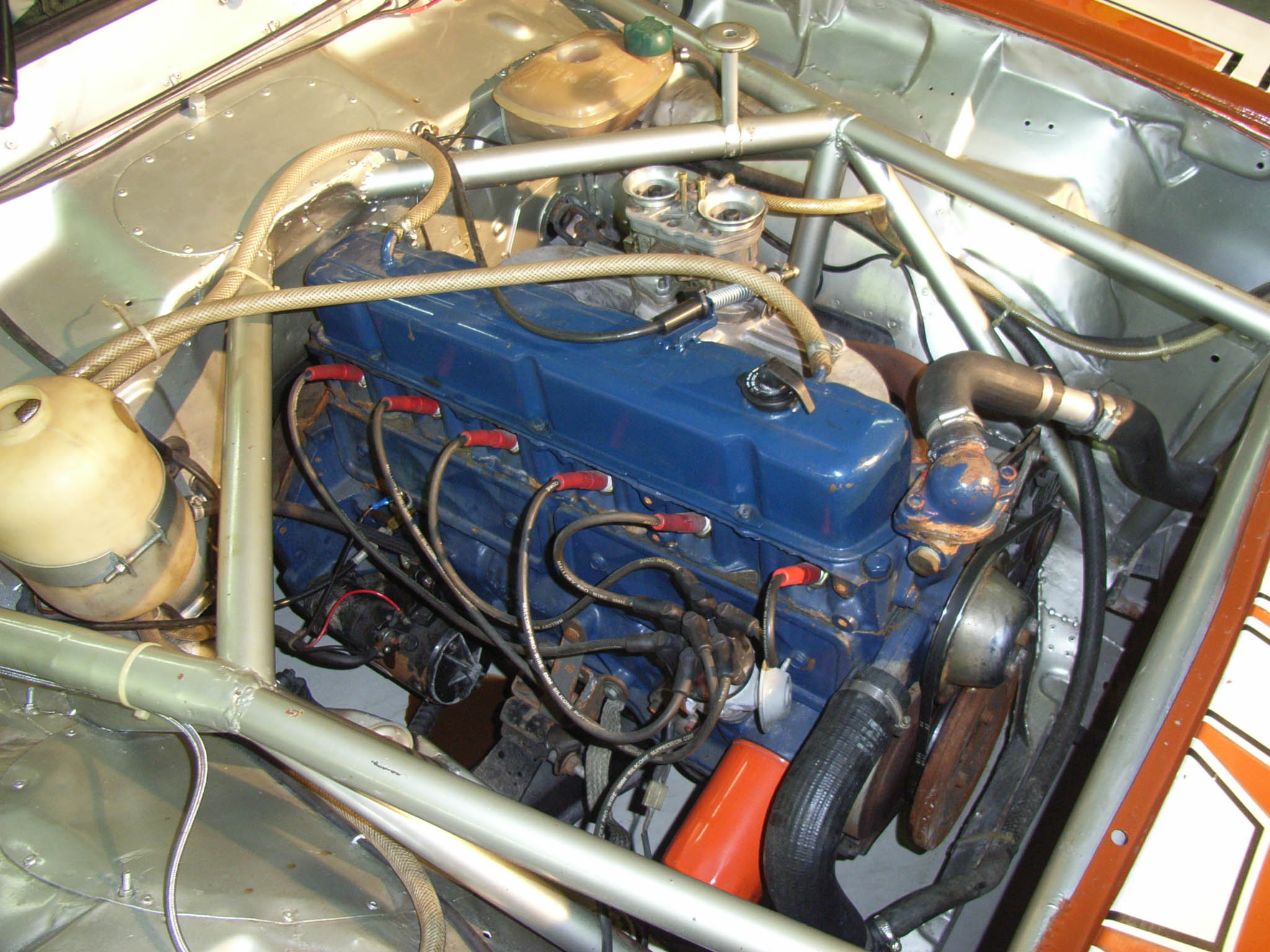
Opala 250-S moteur de course

- 4 cylindres 153 (2.5 L) de 80ch (59 kW) brut - (1968-1973)
- 4 cylindres 151 (2.5 L) de 98ch (73 kW) brut - (1974-1976)
- 4 cylindres Ethanol 151 (2.5 L) de 98ch (73 kW) brut - (1980-1992)
- 4 cylindres 151-S (2.5 L) de 80ch (59 kW) brut - (1974-1992)
- 6 cylindres 230 (3.8 L) de 125ch (93 kW) brut - (1968-1971)
- 6 cylindres 250 (4.1 L) de 140ch (104 kW) brut - (1971-1975)
- 6 cylindres 250-S (4.1 L) de 169-195ch (126-145 kW) brut - (1974-1988)
- 6 cylindres 250/S (4.1 L) de 116ch (85 kW) net, 114ch (85 kW) brut - (1975-1988)
- 6 cylindres 4.1/S Ethanol de 133ch (99 kW) net - (1984-1990)
- 6 cylindres 4.1/S Ethanol de 140ch (100 kW) net - (1991-1992)
- 6 cylindres 4.1/S de 120ch (89 kW) net - (1991-1992)

### 250-S
Lorsque les courses d'endurance ont repris au Brésil en 1973, l'Opala a trouvé une grande concurrente, la Ford Maverick, qui était propulsé par un moteur avec une cylindrée presque un litre plus grande. Il a fallu à Bob Sharp et Jan Balder, qui se sont classés deuxièmes aux "24 heures d'Interlagos" en août de la même année avec une Opala, pour convaincre GM do Brasil d'utiliser un moteur plus puissant.
Par coïncidence, le directeur du développement moteur, Roberto B. Beccardi, travaillait déjà seul sur un projet de moteur, mais GMB ne s'y intéressait pas jusqu'à la perte de Sharp et Balder. 
Ainsi, en juillet 1974, GMB a introduit le moteur 250-S en option pour l'Opala 4100. Il était légèrement différent de la version qui serait lancée deux ans plus tard: il n'avait pas d'amortisseur de vibrations et le ventilateur de refroidissement provenait du 2500 standard, avec quatre pales au lieu de six. 
L'Opala était désormais beaucoup plus rapide que la Maverick GT et Ford ne perdait pas de temps. Ils ont rapidement homologué une version de la Maverick avec un carburateur à quatre corps. Sur le circuit, le facteur déterminant de la victoire été l'habileté du pilote et l'organisation de l'équipage des stands. Les rivaux marchaient côte à côte.

### Transmissions
- Manuelle à 3 vitesses (vitesses au volant)
- Manuelle à 4 vitesses (vitesses au plancher)
- Manuelle à 5 vitesses (vitesses au plancher)
- Automatique à 3 vitesses GM 3L30 (vitesses au volant ou au plancher)
- Automatique à 4 vitesses ZF 4HP22 (vitesses au plancher)

## Autour de  l'Opala
Elle est utilisée par la police fédérale brésilienne pendant de nombreuses années en particulier sous la dictature militaire durant les années 1970. Sa fiabilité et sa facilité d'entretien en font le choix de nombreux chauffeurs de taxi, tandis qu'elle est également populaire sur les circuits de course[réf. nécessaire].
L'Opala "Coupé" conserve un toit rigide sans pilier jusqu'à la fin des années 1980, longtemps après que les constructeurs automobiles américains aient abandonné ce style de carrosserie.
En 2016, Rogério Ferraresi, dans la ville de São Paulo, crée une voiture à pédales basé sur une Chevrolet Opala. C'est la première fois que ce type de jouet basé sur une Opala est produit1 2 3.